# Heraclides de Cime
Heraclides de Cime (llatí: Heracleides, en grec antic: Ἡρακλείδης) fou un historiador grec autor d'una història de Pèrsia una part de la qual porta el títol de Παρασκευαστικά. Aquesta part, per les citacions d'altres autors, sembla que parlava de la manera de viure dels reis de Pèrsia, segons Ateneu de Nàucratis. Diògenes Laerci diu que l'obra tenia cinc llibres.